# Raiffeisenbank Beuerberg-Eurasburg
Die Raiffeisenbank Beuerberg-Eurasburg eG ist eine deutsche Genossenschaftsbank mit Sitz im Ortsteil Beuerberg der bayerischen Gemeinde Eurasburg im Landkreis Bad Tölz-Wolfratshausen.

## Geschichte
Am 8. April 1894 fand die Gründungsversammlung für den Darlehenskassen-Verein Beuerberg (eingetragene Genossenschaft mit unbeschränkter Haftung) statt. Der Vorstand des Darlehenskassen-Vereins bestand aus Vereinsvorsteher Martin Grünwald, dem Stellvertreter Johann Gabler sowie Thomas Zistl, Peter Stückl und Josef Fischhaber. Es wurde zu diesem Zweck das vom bayerischen Landesverband landwirtschaftlicher Darlehenskassen-Vereine bezogene Statut verlesen und vereinbart, dass der Geschäftsanteil 10 Mark und die monatlichen Einzahlungen auf denselben mindestens 100 Pfennig betragen sollen.
1949 erfolgte die Umbenennung in Raiffeisenkasse Beuerberg eGmuH. Der Neubau des Gebäudes mit dem Warenlager in der Klosterstraße 3 wurde im Jahr 1960 fertiggestellt. Die Raiffeisenkasse änderte 1968 erneut ihren Namen in Raiffeisenbank Beuerberg-Eurasburg eGmbH und etwas später wurde daraus die eingetragene Genossenschaft (eG). Sie hat sich bis heute ihre Eigenständigkeit bewahrt.
1983/1984 wurden ein An- und Umbau fertiggestellt. Es wurde eine Buchungsmaschine angeschafft, bis dann die ersten „Olivettis“ am Schalter eingesetzt wurden. 1998 wurde das Bankgebäude erneut vergrößert. 2007 wurde das Lagerhaus den neuen Erfordernissen in Ausstattung und Warenangebot angepasst und daraus der Raiffeisenmarkt gemacht. Die Geschäftsstelle in Eurasburg musste nach dem Umbau 1994 ebenfalls im Jahr 2010 vergrößert werden.

## Vorstandsvorsitzende
- Martin Grünwald (1894–1905)
- Peter Stückl (1905–1912)
- Josef Baur (1912–1925)
- Franz Zimma (1925–1948)
- Johann Wohlfarter (1948–1965)
- Johann Baur (1965–1977)
- Johann Höck (1977–1989)
- Helmuth Lutz (1989–2016)
- Christian Glasauer (seit 2017)

## Rechtsverhältnisse
Die Raiffeisenbank Beuerberg-Eurasburg eG (lt. GnR „Raiffeisenbank Beuerberg - Eurasburg eG“) ist im Genossenschaftsregister beim Amtsgericht München unter GnR 2104 eingetragen.

## Organisationsstruktur
Rechtsgrundlagen sind das Genossenschaftsgesetz und die durch die Generalversammlung beschlossene Satzung. Organe der Bank sind der Vorstand, der Aufsichtsrat und die Generalversammlung.

## Sicherungseinrichtung
Die Raiffeisenbank Beuerberg-Eurasburg eG ist der amtlich anerkannten Sicherungseinrichtung des Bundesverbandes der Deutschen Volksbanken und Raiffeisenbanken GmbH und der zusätzlichen freiwilligen Sicherungseinrichtung des Bundesverbandes der Deutschen Volksbanken und Raiffeisenbanken e.V. angeschlossen.

## Genossenschaftliche Finanzgruppe
Die Bank ist Teil der genossenschaftlichen Finanzgruppe Volksbanken Raiffeisenbanken und Mitglied beim Bundesverband der Deutschen Volksbanken und Raiffeisenbanken (BVR) sowie dessen Sicherungseinrichtung. Der gesetzliche Prüfungsverband ist der Genossenschaftsverband Bayern (GVB).

## Geschäftsausrichtung
Die Raiffeisenbank Beuerberg-Eurasburg eG betreibt das Universalbankgeschäft. Im Verbundgeschäft arbeitet sie mit der DZ Bank, R+V Versicherung, Bausparkasse Schwäbisch Hall, Teambank, VR Leasing, DZ Hyp und der Union Investment zusammen.

## Geschäftsgebiet
Das Geschäftsgebiet liegt im Westen des Landkreises Bad Tölz-Wolfratshausen im Loisachtal südlich von Wolfratshausen.
An diesen Orten betreibt die Bank Filialen:
- Beuerberg (Hauptstelle, jur. Sitz)
- Eurasburg (Geschäftsstelle)
- Geldautomat in Wolfratshausen